# Salinas de Arcos de las Salinas
Las salinas de Arcos de las Salinas son unas históricas minas de sal en Arcos de las Salinas (España). Explotadas desde al menos la Edad Media han sido el origen histórico de la localidad, con cuya historia están íntimamente ligadas. Igualmente han sido parte relevante de la historia económica de la actual provincia de Teruel y son consideradas parte del patrimonio industrial de Aragón.
Actualmente, el complejo histórico etnográfico formado por las salinas y la ermita vecina está catalogado como Bien de Interés Cultural desde 2010. Existe una fundación constituida por los propietarios de las Salinas que se está haciendo cargo de su puesta en valor, la Fundación Reales Salinas de Arcos de las Salinas.

## Historia

### Prehistoria

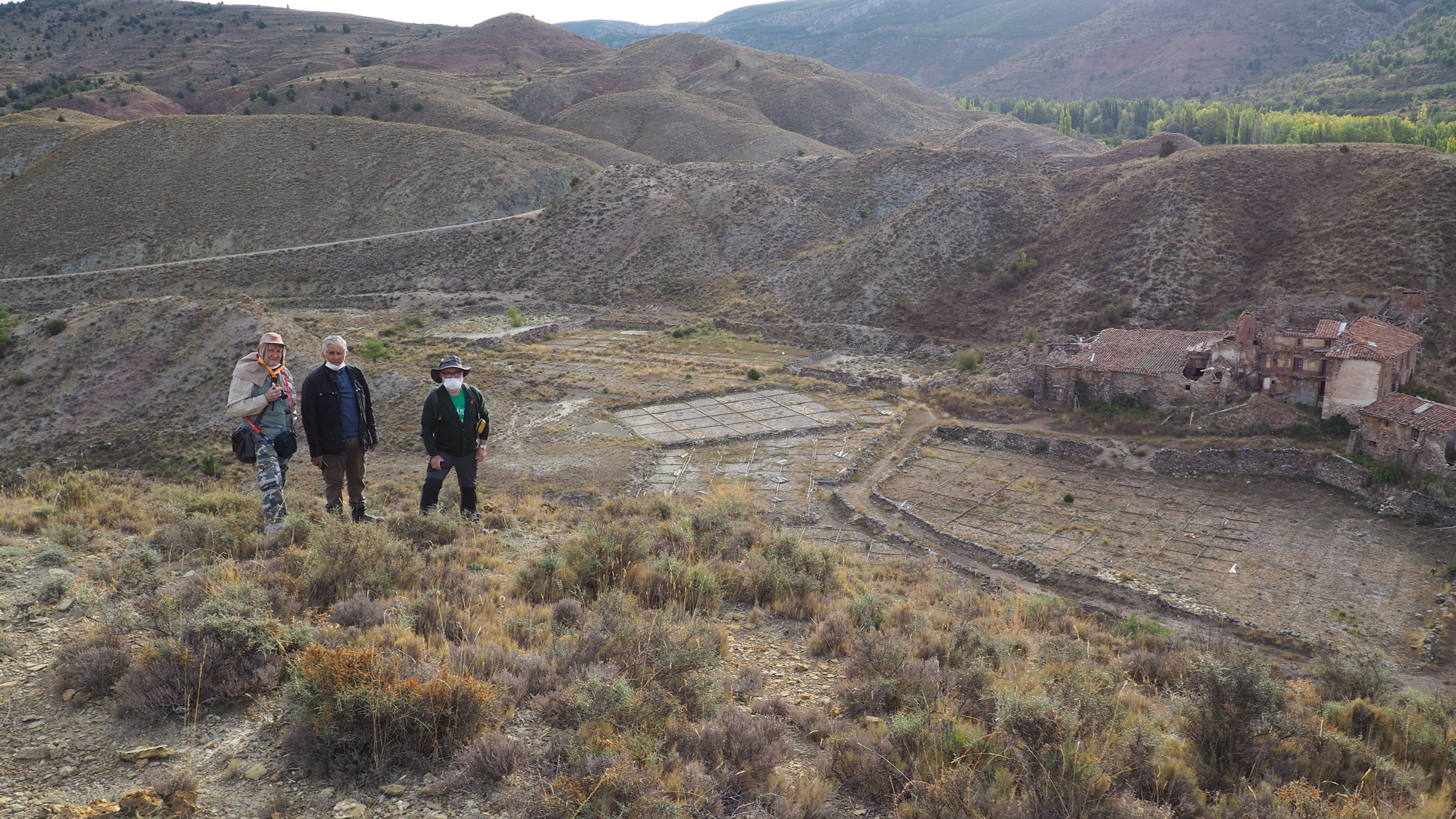
Equipo de Arqueólogos en Las Salinas

La Fundación Reales Salinas de Arcos de las Salinas del 28 de septiembre al 2 de octubre de 2020 realizó unos trabajos arqueológicos que han datado que ya se hacía sal en Las Salinas en el 2500 a. C. Este descubrimiento es el primero en datar arqueológicamente la explotación en vez de remitirse a menciones documentales.

### Edad Media
Las salinas de Arcos de las Salinas constan ya en actividad a mediados del siglo XII, tras la conquista de la zona por Jaime I el Conquistador. Dicho rey obtuvo las salinas de Sancho Fernández de Azagra a cambio del castillo de Villafeliche. Jaime I destinó el producto de las salinas a la Comunidad de Aldeas de Teruel, de forma análoga a otras fuentes de sal usadas en el reino de Aragón para concejos locales, y posteriormente refrendado en varios edictos (incluyendo la sentencia de Escorihuela). La importación de sal desde otros territorios fue controlada, bien prohibiéndose o bien sujetándose a una gabela. El 29-30 de septiembre de 1259, el propio Jaime I visitó las salinas.
Aunque la localidad de Arcos se integró en la comunidad de aldeas, las salinas quedaron bajo jurisdicción real, si bien como era habitual en el patrimonio regio estas fueron a menudo empeñadas o usadas para financiar censos. Como el resto del patrimonio personal del monarca, quedó bajo la jurisdicción del Bayle General de Aragón.
Durante el periodo, las salinas no sólo fueron lucrativas por su monopolio de suministro en Teruel, sino por su uso en la trashumancia ovina, cuyas rutas pasaban por Teruel y requerían sal para los animales, haciendo importante combatir el contrabando de otras salinas. Igualmente se usaba para la elaboración y conserva de salazones en la Comunidad de Teruel y el vecino reino de Valencia, tanto para pescado como para jamón. Finalmente, el transporte y comercio de dicha sal suponía una fuente de desplazamientos hacia y desde la localidad de Arcos, con un importante efecto en la economía local. Notablemente la sal era uno de los principales productos de la feria anual de la localidad.
Durante la guerra de los Dos Pedros las salinas se fortificaron en 1357, convirtiendo el edificio donde se encontraba el pozo en una torre de defensa. En 1369 consta la construcción de un edificio por Domingo Gil de Ocón y Juan Sánchez de Ababuj, que podría ser parte de las estructuras actualmente conservadas. A lo largo de los siglos XIV a XVI constan varias obras de reparación de las salinas, así como de su defensa.

### Época Moderna
Durante el reinado de Felipe V de España, consta su operación dentro del inventario de las salinas aragonesas realizado y siguieron siendo una importante fuente de ingresos durante el siglo XVIII. Es posiblemente el periodo en el que se construyó la actual casa señorial, probablemente reaprovechando estructuras precedentes, así como instalaciones para visitas y animales y una iglesia, actualmente ermita. Dada la importancia económica, también se construyeron instalaciones para la vigilancia, constando igualmente juicios por robos a la instalación.
Del periodo consta igualmente las solicitudes de varias localidades del reino de Valencia de poder recibir sal de Arcos, dada su mayor cercanía pese a estar en otra jurisdicción, que finalmente fueron aprobadas en 1747. En 1749 se estableció el estanco de la sal en España como régimen de explotación de este monopolio.
En 1851-1853 las instalaciones fueron descritas en el inventario de salinas del Ministerio de Hacienda. En 1869 se abolió dicho estanco de la sal dentro del desarrollo del estado liberal en España, comenzando el proceso para su privatización.

### Época Contemporánea
En 1907 se privatizaron, pasando a manos de la familia Campillo, que son sus actuales poseedores.
Las salinas contaban con dos pozos, uno equipado con una noria movida por caballerías para la extracción y un segundo de menor caudal que fue posteriormente abandonado. El agua salada se transportaba mediante canales de madera elevados a distintas balsas de concentración, y de ellas a las eras de cristalización. El edificio en el que está situada la noria está parcialmente hundido, pero el resto de las instalaciones se encuentra en relativo buen estado.